# Lars Råberg
Lars "Lasse" Råberg, född 3 januari 1933 i Borås, död 12 april 2020 i Varberg, var en svensk fotbollsspelare.
Råberg representerade i många år IF Elfsborg, och spelade för klubben i Allsvenskan 1950/1951–1953/1954 och 1961–1963. Sammanlagt gjorde han 136 allsvenska matcher (37 mål) för klubben. Han var med och blev svensk mästare med Elfsborg 1961.
Åren 1952–1961 spelade Råberg fem A-landskamper (fyra mål) för Sverige. Han gjorde också B- och U21-landskamper.